# Acianthera hamata
Acianthera hamata là một loài thực vật có hoa trong họ Lan. Loài này được Pupulin & G.A.Rojas mô tả khoa học đầu tiên năm 2007.